# Pere Moles
Pere Moles Sans és comissari d'art, dissenyador gràfic i artista conceptual nascut a Andorra l'any 1971. El seu estudi Moles Art & Design engloba diferents iniciatives i empreses amb vocació internacional, centrades en les disciplines de l'art i el disseny. Disposa d'un màster en Anàlisi i Gestió d'Art Contemporani i Art Actual per la Universitat de Barcelona, del títol oficial del Centre d'Art i Disseny de l'Escola Massana, adscrita a la Universitat Autònoma de la mateixa ciutat, i també del Curs de Patrimoni Cultural d’Andorra amb un programa dins del marc del bàtxelor en Humanitats de la Universitat d’Andorra.
Moles Art, sota la marca Reunió de Papaia, és la branca que te la missió de crear i difondre projectes artístics i culturals per a institucions públiques i empreses privades, amb l’objectiu d’universalitzar l’accés a l’art i a la creativitat, sovint transformant el carrer en sales d’exposicions amb accions efímeres, permanents o itinerants. I Moles Disseny és un estudi especialitzat en identitat corporativa, packaging, publicacions editorials i comunicació visual en general.
Paral·lelament, i de forma personal és autor de diverses obres pictòriques i escultòriques destacant 'Estripagecs als 4 Vents', obra monumental ubicada al Parc Natural de Sorteny o les ubicades als 6 cims més alts d'Andorra. També és autor de diferents llibres com 'Andorra Tresors Gràfics', 'Diccionari Visual d'Andorra o 'Instands'entre d'altres.